# She's a River
She's a River is een nummer van de Schotse rockband Simple Minds. Het is de eerste single van hun tiende studioalbum Good News from the Next World uit 1995. Op 6 januari van dat jaar werd het nummer wereldwijd op single uitgebracht.

## Achtergrond
De single werd wereldwijd een hit en ook de laatste wereldhit die de band had. In thuisland het Verenigd Koninkrijk bereikte de single de 9e positie in de UK Singles Chart. In Ierland werd de 17e positie bereikt, Canada en Ialië de 3e, de VS de 52e, Australië de 29e, Nieuw-Zeeland de 21e, IJsland de 12e, Zweden de 26e, Duitsland de 39e, Zwitserland de 28e en in de Eurochart Hot 100 de 12e positie.    
In Nederland was de single in week 4 van 1995 Alarmschijf op Radio 538 en in week 3 Megahit op Radio 3FM en werd een radiohit. De single bereikte de 13e positie in de Nederlandse Top 40 op destijds Radio 538 en de 18e positie in de publieke hitlijst; toentertijd de Mega Top 50 op Radio 3FM. 
In België bereikte de plaat de 7e positie in de Vlaamse Ultratop 50, de 5e positie in de Vlaamse Radio 2 Top 30 en de 39e positie in de Waalse Ultratop 50.